# Хосе Вісенте Конча
Хосе Вісенте Конча Феррейра (ісп. José Vicente Concha Ferreira; 21 квітня 1867 — 8 грудня 1929) — колумбійський державний і політичний діяч, восьмий президент Колумбії.

## Біографія
Народився 1867 року в Боготі. Вивчав юриспруденцію, спеціалізуючись на кримінальному праві. Згодом став професором журналістики, літератури й ораторського мистецтва. 1898 року його було обрано до лав Конгресу.
1901 року Кончу було призначено на посаду міністра оборони в адміністрації Хосе Мануеля Маррокіна. Трохи згодом президент призначив його послом у Сполучених Штатах Америки. За результатами виборів 1914 року став президентом країни, виборовши 300 735 голосів виборців.
Оскільки Колумбія щойно оговталась від громадянської війни, а також від напруженої боротьби за Панаму, що вийшла зі складу Колумбії, Конча ухвалив рішення щодо нейтралітету його держави в Першій світовій війні, яка саме почалась. Таке рішення президента підтримав і Конгрес, надавши голові держави надзвичайні повноваження.
Вийшов у відставку 1918 року після завершення конституційного терміну повноважень. В адміністрації свого наступника, Марко Фіделя Суареса займав пост міністра закордонних справ. 1925 року Кончу було призначено на посаду посла в Італії, а пізніше — у Ватикані. Там же, в Римі, Хосе Вісенте Конча й помер 1929 року.